# Mangan(II,III) oxide
Mangan(II,III) Oxide là hợp chất vô cơ có thành phần gồm hai nguyên tố mangan và oxy, với công thức hóa học được quy định là Mn3O4. Trong hợp chất này, mangan có mặt trong hai trạng thái oxy hóa +2 và +3 và do đó công thức đôi khi được viết là MnO·Mn2O3. Mn3O4 được tìm thấy trong tự nhiên dưới dạng khoáng sản tên hausmannit.

## Điều chế
Mn3O4 được hình thành khi cho bất kỳ loại mangan Oxide nào đi nung nóng trong không khí, với nhiệt độ cần thiết là trên 1000 ℃. Đã có nghiên cứu tập trung vào việc sản xuất tinh thể nano Mn3O4 và các cách tổng hợp khác nhau có liên quan đến oxy hóa Mn(II) hoặc khử Mn(VI).

## Phản ứng
Mn3O4 đã được phát hiện là có hoạt động như chất xúc tác cho một loạt các phản ứng, ví dụ: sự oxy hóa metan và cacbon monOxide, sự phân hủy NO, việc khử nitrobenzen và sự kết hợp xúc tác của các hợp chất hữu cơ.

## Sử dụng
Mn3O4 đôi khi được sử dụng làm vật liệu ban đầu trong việc sản xuất ferrit mềm, ví dụ: mangan kẽm ferrit, lithi mangan Oxide, ngoài ra còn được ứng dụng trong pin lithi. Mangan(II,III) Oxide cũng có thể được sử dụng trong khi khoan các phần hồ chứa giếng dầu và giếng ga.